# Веле-Нзас
Провінція Веле-Нзас — провінція Екваторіальної Гвінеї. Столиця — Монґомо.

## Географія
Знаходиться в континентальній частині Екваторіальної Гвінеї, межує з провінцією Ке-Нтем на півночі, з Габоном на півдні та сході, з провінцією Сентро-Сур на заході. 

## Демографія
Населення у 2001 році становило 157 980 осіб, за даними Головного Управління Статистики Екваторіальної Гвінеї.

## Міста та райони
Провінція включає наступні міста та райони.

### Міста
- Монґомо
- Нсорк
- Анісок
- Аконібе
- Менґомеєн
- Аєне

### Райони
- Монґомо
- Нсорк
- Анісок
- Аконібе